# Menschenjunges
Menschenjunges ist das achte deutsche Studioalbum des deutschen Liedermachers Reinhard Mey und wurde im Sommer 1977 veröffentlicht.

## Inhalt
Im satirischen Lied Ein Antrag auf Erteilung eines Antragformulars versucht der Protagonist verzweifelt, einen Antrag auf Erteilung eines Antragformulars zu erhalten, und eilt im Zuge dessen von Büro zu Büro und von Behörde zu Behörde. Am Ende findet er ihn in einem Karton, der zur Vernichtung zur Oberverwaltung zurückgeschickt werden soll. Es soll auf die Kuriosität in der Zuweisung der Zuständigkeit von Ämtern und der Problematik, sich als nicht juristisch ausgebildeter Mensch in den Formularmengen zurechtzufinden, hinweisen. Die Thematik ähnelt der des Passierschein A 38, welcher im Jahr zuvor von Asterix in dessen dritten Zeichentrickfilm zu erlangen versucht worden war.
Der erste Satz des Liedtextes von Wem Gott die rechte Gunst erweisen will lehnt sich an das Gedicht Wem Gott will rechte Gunst erweisen von Joseph von Eichendorff an. Das Lied thematisiert Meys Tournee durch deutsche Städte. Die Aufzählung der Städte, wo er auf Tournee war, erfolgt in humoristischen Reimen wie bei Insterburg & Cos Lied Ich liebte ein Mädchen.
In der ein Bilderbuch vertonenden, fast elfminütigen Ballade Der Bär, der ein Bär bleiben wollte wacht ein  anthropomorphisierter Bär aus seinem Winterschlaf auf und muss feststellen, dass über seiner Höhle eine Fabrik hochgezogen wurde. Der Bär wird beharrlich als Mensch behandelt, bis er sich in das System fügt und in der Fabrik arbeitet. Nach fast einem Jahr wird er aufgrund seiner Wintermüdigkeit entlassen und auf der Suche nach einem Schlafplatz von einem Motelbesitzer als Bär bezeichnet. Der Bär verlässt das Motel, fühlt sich in seinem Wald aber nicht mehr heimisch. Er fällt letztlich in den Winterschlaf oder stirbt.

### Titellied
Das Thema „Kinder“ rückt erstmals in den Fokus, und zwar mit dem Titellied Menschenjunges. Mey war gerade zum ersten Mal Vater geworden und dachte sogar schon an ein zweites Kind (das tatsächlich erst sechs Jahre später geboren werden sollte, weil sich nach erster Euphorie die Erkenntnis durchsetzte, dass die Versorgung des ersten Babys noch lange arbeitsintensiv sein würde). Das Satiremagazin Titanic verglich den Liedtext mit einem Gedicht von Durs Grünbein. Der Spiegel schrieb 2013 rückblickend, „Meys allzu betulicher, gönnerhafter Vortrag“ töte „die eigentlich empathische Botschaft“ dieses Liedes.

## Produktion und Entstehungsgeschichte
Die Geburt des Sohnes Frederik brachte einen neuen Lebensrhythmus mit sich und als dessen Konsequenz Zweifel an ungestörtem Arbeiten. Es beflügelte Mey jedoch, den Neugeborenen neben sich in der Krippe liegen zu haben, der – wenn er sich rührte – absolute Priorität genoss, aber es in seinen Schlafphasen zuließ, konzentriert neue Lieder schreiben zu können.
Das Album wurde von Walther Richter produziert. Die Texte und die Musik stammen von Reinhard Mey. Die Lieder wurden von Kai Rautenberg und Wilfried Grünberg arrangiert. Die orchestrale Begleitung übernahm das RIAS Tanzorchester.

## Titelliste
1. Wem Gott die rechte Gunst erweisen will
2. Mein erstes graues Haar
3. Ist mir das peinlich
4. An meinen schlafenden Hund
5. Ein Antrag auf Erteilung eines Antragformulars
6. Menschenjunges
7. All’ meine Wege
8. Der Bär, der ein Bär bleiben wollte
9. Ihr Lächeln
10. Eh’ meine Stunde schlägt